# Emilio De Martino
Emilio De Martino (Milano, 19 giugno 1895 – Rapallo, 12 agosto 1958) è stato un giornalista, scrittore, commediografo e calciatore italiano; direttore della Gazzetta dello Sport tra il 1947 e il 1950, è stato uno dei più prolifici autori di letteratura sportiva in Italia.

## Biografia
Collaboratore prima del Corriere della Sera e poi della Gazzetta dello Sport, di cui diverrà direttore nei primi anni del dopoguerra, De Martino è ricordato come uno tra i più prolifici autori di letteratura sportiva d'Italia. Volontario nei due grandi conflitti mondiali, tenente e maggiore del Genio, due volte ferito sul Carso e sul Don, tre croci di guerra, Emilio De Martino scompare a 63 anni per le conseguenze di un'infezione contratta sul fronte russo.
Nel 1920 si sposa con Gisla Boero, unione allietata dalla nascita di due figli, Luciana e Aldo.
Due le passioni alle quali resterà fedele: lo sport, calcio in particolare (dapprima come giocatore nella Juventus Italia dal 1913 al 1915, Novara, Lazio), e il giornalismo. Riceve il testimone di primo responsabile della rubrica sportiva dal direttore del Corriere della Sera Luigi Albertini il 1º marzo 1923 quando lo sport era confinato in due, tre notizie nelle sei colonne delle poche pagine del giornale, anche se la sua militanza nella testata milanese di via Solferino era iniziata tre anni prima. E al Corriere della Sera resterà fedele più di vent'anni, passando poi alla responsabilità dello sport nel quotidiano milanese del pomeriggio Milano-sera e del settimanale Football Italiano. Nel 1947 viene chiamato a dirigere il più importante foglio sportivo italiano, la Gazzetta dello Sport, che lascerà alla fine del 1949 per ragioni di salute. Ma la passione, appena recuperate le forze, gli impone di tornare in pista: nuovo passaggio a Milano-sera e fondazione del rotocalco settimanale Lo Sport, confluito poi ne Lo Sport Illustrato, al quale continuerà a dare il suo prezioso apporto sino agli ultimi giorni di vita.
Emilio De Martino è stato uno dei più popolari giornalisti sportivi italiani, vibrante interprete del gesto agonistico e fantasioso evocatore di immagini per un pubblico legato, sino a quel momento, ai grandi avvenimenti solo attraverso giornali e radio. La nascita della televisione in Italia è datata infatti 1954, ed alla TV De Martino poté offrire solo un marginale apporto: una rubrica di posta riscosse comunque ampi consensi.

## Opere
Emilio De Martino è stato un romanziere prolifico, per adulti e ragazzi. Un elenco di alcune delle sue pubblicazioni comprende:
- Il cuore in pugno, che anticipava di tre anni l'avventura americana di Primo Carnera, il solo pugile italiano a conquistare il titolo mondiale dei massimi;
- La squadra di stoppa, che ebbe uno straordinario successo, di fatto costringendo l'autore ad elaborare nuovi e, per la verità, meno fortunati episodi; il regista Alberto Casella ne curò una versione per la radio (maggio-giugno 1950)[1][2] e una per la televisione (novembre-dicembre 1964)[3]
- La danza delle lancette dedicata all'epopea della Mille Miglia. Fornì lo spunto per una elaborazione cinematografica,

De Martino fu anche applaudito commediografo: l'ultimo testo lo scrisse per Wanda Osiris: La donna e il diavolo, rivista presentata al Teatro Lirico di Milano (la più famosa soubrette dell'epoca si esibiva cantando una canzone araba in groppa a un cammello).

## Dissero di lui
Il ricordo di Emilio De Martino rivive nella testimonianza del collega, amico e compagno di tanti servizi, Orio Vergani, apparsa sul Corriere d'Informazione: “Per molti anni ho lavorato vicino a Emilio De Martino. Ci separava solamente un corridoio, due porte a vetri; quella del suo ufficio e quella del mio. Più che vederlo, lo udivo. De Martino non concepiva di poter lavorare in silenzio. Dal suo tavolo, comandava come un ‘nostromo’ la sua ‘ciurma’ a gran voce e con grandi grida. Perché gridava. Gridava perché era convinto di avere vissuto una eccezionale giornata di sport, anche se la domenica sportiva era stata, alla prova dei fatti, assolutamente incolore. Ma Emilio non credeva alle giornate ‘incolori’. Ogni sabato si preparavano ‘grandi cose’. Ogni lunedì il bilancio era elettrizzante, e se non lo era, ed era stato, anzi, addirittura deficitario, quel deficit, c'era da giurarlo, preparava una riscossa per la domenica prossima”.
Gian Maria Dossena ha scritto: “La grande lezione che Emilio De Martino ci ha lasciato è una lezione di gioia e di ottimismo: lui non affrontava la vita, l'abbracciava”. Il pubblico ha ricambiato la grande lezione di ottimismo e di gioia che ha improntato il suo lavoro con corali manifestazioni di simpatia: sulle strade del Giro d'Italia non era infrequente che gli venissero tributate calorose scritte d'affetto.

## Romanzi
- Storie di calciatori, Milano, 1925
- Due anni di passione, Milano, 1927
- Vita al sole, Libreria d'Italia, Milano, 1929
- Il cuore in pugno, Casa Editrice Agnelli, Milano, 1930; Limina, 2006
- Storie d'audaci, 1931
- La danza delle lancette, Baldini & Castoldi, Milano, 1933, da cui è stato tratto un film nel 1936
- La freccia nel piede, L. Cappelli, Bologna, 1934
- Sei milioni per un cuore, 1937
- Uno dei centomila, Ceschina, Milano, 1938
- Mille Miglia, Ceschina, Milano, 1940
- La squadra di stoppa, Mondadori, 1941; Editrice ADM, 1964
- La rivincita della squadra di stoppa, Mondadori, 1942
- Il giro della squadra di stoppa, Mondadori, 1943
- Pufi, storia di un cane sportivo, Baldini & Castoldi, Milano, 1948
- Bartali e il Giro di Francia 1948, prefazione di Gino Bartali, Baldini & Castoldi, Milano, 1948
- Ragazzi... gol!, Genio, Milano, 1952

## Testi teatrali
- Fuori giuoco, 1928
- La signorina senza motore, 1933
- Un vecchio campione, 1937
- La donna e il diavolo, 1943